# Construir per llogar
Construir per llogar (Build to rent, BTR o B2R) és un terme per a propietats residencials construïdes, de propietat institucional i gestionades professionalment que es lloguen al mercat en lloc de vendre's.
Com és d'esperar, el terme Construir per llogar s'explica per si mateix: és una promoció immobiliària dissenyada amb l'única intenció d'atraure al mercat de lloguer en lloc de la propietat de l'habitatge a llarg termini.
Pot ser que Build to Rent estigui en els titulars ara, però en realitat fa força temps. Introduït el 2012 i, el més famós, utilitzat com a part del programa heretat adjunt als Jocs Olímpics d'aquell any i la transformació de l'East Village de Stratford d'allotjament d'atletes a lloguer privat, BTR no és cap novetat. Han seguit altres grans desenvolupaments i s'han creat milers de noves propietats de lloguer, moltes de les quals han comptat amb el suport del Govern i el seu Fons de construcció d'habitatges.

## Creixement al mercat del Regne Unit
L'octubre de 2016, es calculava que només s'havien construït unes 8.000 unitats i 15.000 unitats més en construcció. Fins ara, la majoria dels projectes finalitzats s'han presentat a Londres i les principals ciutats de província com Manchester, Liverpool i Sheffield. La construcció està en marxa a Birmingham i Leeds. El govern del Regne Unit està encoratjant el creixement del sector.
Al setembre de 2019, es va informar que el nombre d'unitats construïdes o en construcció havia augmentat fins a 35.000 després de grans avenços per part d'un nombre d'empreses informades als mitjans de comunicació.
La construcció per llogar és el desenvolupament més contemporani del sector de lloguer privat (PRS) i ofereix habitatges a tot l'espectre d'allotjaments de lloguer privat en termes d'escala i oferta de serveis, sovint amb habitatges assequibles integrats a través d'habitatges de lloguer de mercat amb descompte.

### Crítica
Segons un estudi, els llogaters de propietats BTR solen pagar una prima de l'11% sobre altres propietats en ubicacions similars.

## Innovació
Els desenvolupaments de construcció per lloguer incorporen tecnologies modernes i pràctiques sostenibles, com ara sistemes eficients energèticament i conservació de l'aigua. Un d'aquests exemples inclou la integració de vehicles elèctrics  en alguns projectes, com els de PropiCloud, que representen un enfocament innovador per millorar la vida urbana de manera sostenible.